# بول بانغ
بول بانغ (بالدنماركية: Poul Bang)‏ هو مخرج دنماركي، ولد في 17 فبراير 1905 في كوبنهاغن في الدنمارك، وتوفي في 6 يوليو 1967 في سالزبورغ في النمسا.

## وصلات خارجية
- بول بانغ على موقع IMDb (الإنجليزية)
- بول بانغ على موقع أول موفي (الإنجليزية)
- بول بانغ على موقع قاعدة بيانات الأفلام السويدية (السويدية)
- بول بانغ على موقع قاعدة بيانات الفيلم (الإنجليزية)
- بول بانغ على موقع كينوبويسك (الروسية)